# Carolina (álbum)
Carolina, editado en 1975, es el quinto y último álbum de estudio del grupo español de música pop Fórmula V. 

## Descripción
Publicado por la discográfica en el momento en que la banda anunció su disolución, contiene sobre todo una serie de temas que en meses previos se habían publicado en formato de sencillo.

## Lista de canciones
- Carolina
- Catorce rosas rojas
- El hombre de poligoma
- Cantos
- Vuelve a mi casa
- Loco, casi loco
- Godspell
- No vuelvo a amar
- Busca la luz
- Barco de papel
- Mis sueños
- La jaula